# Forteresse de Nossa Senhora da Conceição de Araçatuba

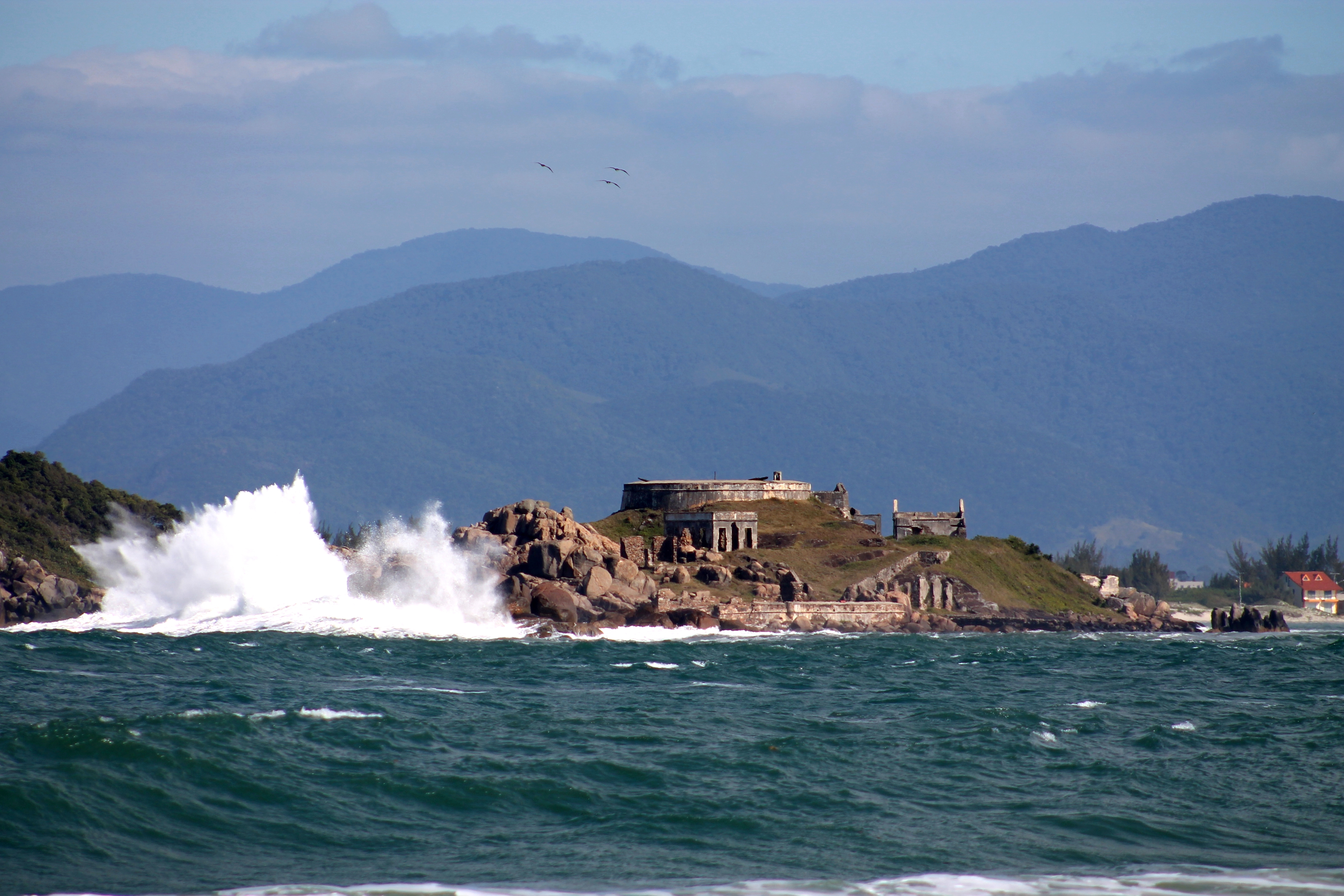
Aspect de la forteresse en 2012.

La forteresse de Nossa Senhora da Conceição de Araçatuba, ou plus simplement forteresse d'Araçatuba se situe sur l'île d'Araçatuba, dans la municipalité de Palhoça, dans l'État de Santa Catarina, au Brésil. 
Elle est érigée à l'entrée de la baie Sud, entre l'île de Santa Catarina et le continent.
Conçue et réalisée par le brigadier José da Silva Paes, premier gouverneur de la Capitainerie de Santa Catarina (1739-1745), elle constitue un vestige du système de défense de l'entrée de la baie Sud dont elle barre le passage, complétant le système de défense de l'entrée de la baie Nord. Ensemble, ces deux systèmes devaient permettre la protection de l'île de Santa Catarina, consolidant l'occupation du sud du Brésil par les Portugais et servant de base pour le maintien de la domination portugaise sur la colonie de Sacramento.
Les travaux commencèrent en 1742 pour s'achever 2 ans plus tard.